# Sayaka Kanda
Sayaka Kanda (japonès: 神田 沙也加)  (Setagaya, 1 d'octubre de 1986 - Sapporo, 18 de desembre de 2021) va ser una actriu, ex cantant i ídol japonesa coneguda només pel nom de Sayaka.

## Biografia
Filla de l'actor Masaki Kanda i de la cantant Seiko Matsuda, Sayaka Kanda interpreta un dels papers principals a la pel·lícula Dragon Head l' any 2003. Va acabar la seva carrera musical sota l'ègida de la seva mare l'any 2005, després de la revelació pública de la seva aventura amb Kitano Masato del grup J-Pop Day after tomorrow; aquesta vinculació va comportar la separació de l'esmentat grup, així com la de Sayaka i Seiko Matsuda que es va oposar a aquesta vinculació, una ruptura familiar i professional aleshores molt divulgada. El 2014, Sayaka Kanda va batejar la veu del personatge Anna a la versió japonesa de la pel·lícula d'animació de Disney Frozen.
El 2017, Kanda es va casar amb l'actor Mitsu Murata. Va anunciar el seu divorci el desembre de 2019.
Sayaka Kanda va morir el 18 de desembre de 2021 a Sapporo, on havia de tocar al musical My Fair Lady, després de caure des d'una finestra del seu hotel.

## Discografia
- Ever Since (2002)
- Garden (2003)
- Mizu Iro (2004)
- Jougen no Tsuki (2005)

### Àlbums
- Doll (2005)
- Liberty (2011)

## Filmografia
- 2001: Bean Cake
- 2003: Dragon Head
- 2004: School Wars: Hero
- 2008: Farewell, Kamen Rider Den-O: Final Countdown
- 2013: Frozen: El regne del gel (veu d'Anna)
- 2017: Sword Art Online: Ordinal Scale (Yuna Shigemura)